# Xã Helena, Quận Scott, Minnesota
Xã Helena (tiếng Anh: Helena Township) là một xã thuộc quận Scott, tiểu bang Minnesota, Hoa Kỳ. Năm 2010, dân số của xã này là 1.648 người.